# 瑞光
瑞光（?—?），字锡之, 号伯宣、毅斋，瓜尔佳氏，满洲镶白旗人。

## 生平
瑞光是嘉慶癸酉科舉人、道光癸未科進士。中进士后，瑞光最初被任命为福建仙遊、寧化、侯官等地知縣，之后转任壬辰科福建鄉試同考官，道光十四年奉委台灣嘉義辦理善後事宜。瑞光曾因軍功賞戴花翎，又升任海防同知，不久又升任江西贛州府知府、南昌府知府，四川保寧府知府。之后又转任川北兵備道、成都府知府，誥授朝議大夫。

## 家庭
瑞光有一女嫁道光二十年庚子科进士椿壽。